# Jemen-Rial

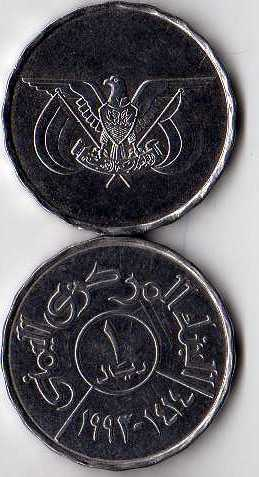
1 Rial von 1993

Der Jemen-Rial (arabisch ريال يمني, DMG Riyāl Yamanī) ist die Währung der Republik Jemen. Er ist in 100 Fils unterteilt.
Der Name „Rial“ leitet sich vom spanischen Real (abgeleitet von span. rey „König“) ab, der mehrere Jahrhunderte die Währung in Spanien war. 
Der ISO-Code ist YER.

## Geschichte
Schon vor der Vereinigung der beiden Jemen gab es im Nordjemen (im Königreich Jemen und ab 1962 in der Jemenitischen Arabischen Republik) den (nordjemenitischen) Rial (YER) als Währung. Im Südjemen (Protektorat von Südarabien, Südarabische Föderation, danach Demokratische Volksrepublik Jemen) war die Währung der Südjemenitische Dinar (YDD).
Der Nordjemen-Rial war zuerst unterteilt in 40 Buqscha, 80 Halala oder 160 Zalat. Ab dem 1. April 1975 war 1 Rial in 100 Fils unterteilt.
Nach der Vereinigung des Jemen 1990 wurde der Rial als gemeinsame Währung übernommen, der ISO-Währungscode YER blieb bestehen. Der Dinar blieb im Süden des Landes neben dem Rial noch bis 1996 offizielle Währung.
Im März 1990 war ein Rial 0,174 DM wert; ein südjemenitischer Dinar entsprach ein Jahr zuvor 5,19 DM. Von 1990 bis 1996 war der Wechselkurs zwischen den beiden Währungen 1 Dinar = 26 Rial.